# Nazionale maschile di calcio del Ruanda
La nazionale di calcio della Ruanda è la rappresentativa nazionale calcistica della Ruanda ed è posta sotto l'egida della Fédération Rwandaise de Football Amateur. I suoi calciatori sono soprannominati Amavubi (le vespe).
Fondata nel 1972, la federcalcio ruandese è affiliata alla FIFA e alla CAF dal 1978. La nazionale non ha mai preso parte alla fase finale del mondiale di calcio, mentre vanta una partecipazione alla fase finale della Coppa d'Africa nel 2004, quando chiuse al primo turno conquistando ben quattro punti. Nella sua bacheca figura una Coppa CECAFA, vinta nel 1999. Nello stesso torneo ha perso la finale dell'edizione 2003.
Nella graduatoria FIFA in vigore da agosto 1993 il miglior posizionamento raggiunto dalla Ruanda è il 64º posto del marzo 2015, mentre il peggiore è il 178º posto del luglio 1999; occupa attualmente il 130º posto della graduatoria.

## Storia
Dopo la proclamazione dell'indipendenza del paese dal Belgio (1º luglio 1962), la Fédération rwandaise de football amateur (FERWAFA) fu fondata nel 1972 e si affiliò alla FIFA e alla CAF nel 1976.
La nazionale ruandese di calcio esordì il 29 giugno 1976 a Libreville, in Gabon, sconfitta per 6-2 dal Burundi. Il 7 luglio 1976, perdendo per 5-0 a Libreville contro il Camerun, fece registrare una delle peggiori sconfitta della sua storia. Cinque giorni dopo incontrò lo Zaire e subì un'altra delle peggiori sconfitte della sua storia, perdendo per 6-1. Il record di sconfitta più larga fu poi eguagliato il 19 aprile 1983 a Tunisi contro la Tunisia (5-0).
A causa del genocidio del Ruanda del 1994 scaturito dal cruento scontro tra i gruppi etnici dei Tutsi e degli Hutu, l'attività sportiva in Ruanda fu abbandonata e la nazionale saltò le eliminatorie della Coppa d'Africa 1996. Il 1º agosto 1998 a Kampala contro l'Uganda la nazionale eguagliò nuovamente il primato di peggiore sconfitta della sua storia (5-0).
Nelle qualificazioni al mondiale di Francia 1998 la squadra fu sconfitta al primo turno dalla Tunisia ed eliminata, così come alle eliminatorie del campionato del mondo 2002, estromessa al primo turno dalla Costa d'Avorio. Nel 1999 si aggiudicò la Coppa CECAFA, battendo finale il Kenya per 3-1. Nel 2003 fu funalista perdente del torneo (sconfitta per 2-0 dall'Uganda).
Qualificatasi per la Coppa d'Africa 2004 in Tunisia, il Ruanda, allenato dal commissario tecnico croato Ratomir Dujković, ottiene una vittoria contro la RD del Congo (1-0, gol di Said Abed Makasi), un pareggio contro la Guinea (1-1, gol di Karim Kamanzi) e rimediò una sconfitta contro la Tunisia padrona di casa (1-2, gol di Joao Rafael Elias), uscendo con onore al primo turno.
Dopo aver eliminato la Namibia al primo turno delle qualificazioni al campionato del mondo 2006, il Ruanda uscì al secondo turno nel girone con Angola, Nigeria, Gabon, Zimbabwe e Algeria.
Il 13 dicembre 2007 ottenne a Dar es Salaam, in Tanzania, la più òarga vittoria della propria storia, battendo Gibuti per 9-0 in una partita della Coppa CECAFA 2007. Le reti furono realizzate da Olivier Karekezi (doppietta), Ahmed Abdi (autogol), Kamana Bokota (tripletta), Roger Tuyisenge, Elias Uzamukunda e Hegman Ngoma.
Ammessa direttamente al secondo turno delle qualificazioni CAF al mondiale di Sudafrica 2010, nel gruppo con Marocco, Etiopia e Mauritania sfiorò l'accesso al secondo turno. Fu finalista della Coppa CECAFA nel 2005 (battuta per 1-0 dall'Etiopia) e nel 2007 (battuta dal Sudan per 4-2 ai tiri di rigore dopo il 2-2 dei tempi supplementari, con reti di Haruna Niyeonima e Abed Mulenda).

## Commissari tecnici
- Otto Pfister (1972-76)
- Metin Türel (1991)
- Longin Rudasingwa (1998-1999)
- Rudi Gutendorf (1999-2000)
- Longin Rudasingwa ad interim
- Ratomir Dujković (2001-2004)
- Roger Palmgren (2004-2005)
- Michael Nees (2006-2007)
- Josip Kuže (2007-2008)
- Raoul Shungu (2008, ad interim)
- Branko Tucak (2008-2009)
- Eric Nshimiyimana (2009-2010, ad interim)

- Sellas Tetteh (2010-2011)
- Milutin Sredojević (2011-2013)
- Eric Nshimiyimana (2013-2014)
- Stephen Constantine (2014-2015)
- Lee Johnson (2015, ad interim)
- Johnny McKinstry (2015-2016)
- Gilbert Kanyankore (2016, ad interim)
- Jimmy Mulisa (2016, ad interim)
- Antoine Hey  (2017-2018)
- Vincent Mashami (2018-2022)
- Carlos Alós (2022-2023)
- Gérard Buscher (2023, ad interim)
- Torsten Spittler (2023-)

## Colori e simboli

### Divise storiche
| 2011-2013 | 2011-2013                                                               | 2011-2013 | 2011-2013 |
| --- | ----------------------------------------------------------------------- | --------- | --------- |
| Casa | Trasferta                                                               |           |           |
| Manica sinistra · Manica sinistra · Maglietta · Maglietta · Manica destra · Manica destra · Pantaloncini · Pantaloncini · Calzettoni · Calzettoni | Manica sinistra · Maglietta · Manica destra · Pantaloncini · Calzettoni |           |           |
| adidas |                                                                         |           |           |

| 2013-2015 | 2013-2015                                                               | 2013-2015 | 2013-2015 |
| --- | ----------------------------------------------------------------------- | --------- | --------- |
| Casa | Trasferta                                                               |           |           |
| Manica sinistra · Manica sinistra · Maglietta · Maglietta · Manica destra · Manica destra · Pantaloncini · Pantaloncini · Calzettoni · Calzettoni | Manica sinistra · Maglietta · Manica destra · Pantaloncini · Calzettoni |           |           |
| adidas |                                                                         |           |           |

## Palmarès
- CECAFA Cup:

Campione (1): Ruanda 1999
Secondo posto (5): Sudan 2003, Ruanda 2005, Tanzania 2007, Kenya 2009, Tanzania 2011

## Partecipazioni ai tornei internazionali

### Risultati in Coppa del Mondo
- Dal 1930 al 1986 - Non partecipante
- 1990 - Ritirata
- 1994 - Non partecipante
- Dal 1998 al 2022 - Non qualificata

### Risultati in Coppa d'Africa
- Dal 1957 al 1980 - Non partecipante
- Dal 1982 al 1984 - Non qualificata
- 1986 - Non partecipante
- 1988 - Ritirata
- Dal 1990 al 1998 - Non partecipante
- Dal 2000 al 2002 - Non qualificata
- 2004 - Primo turno
- Dal 2006 al 2021 - Non qualificata

## Tutte le rose

### Coppa d'Africa
Coppa d'Africa 20041 Mbeu, 2 Habyarimana, 3 Ndikumana, 4 Sibomana, 5 Bizagwira, 6 Rusanganwa, 7 Bizimana, 8 M. Kamanzi, 9 Elias, 10 Gatété, 11 Karekezi, 12 Munyaneza, 13 Ntaganda, 14 Makasi, 15 Mbonabucya, 16 Nshimiyimana, 17 Lomami, 18 Nkunzingoma, 19 K. Kamanzi, 20 Mulisa, 21 Bitana, 22 Ndagijmana, CT: Dujković

## Rosa attuale
|  | P | Eric Ndayishimiye   | 15 giugno 1988    | 64 | 0  | AS Kigali     |  |  |
|  | P | Clement Twizere     | 9 luglio 1996     | 0  | 0  | Strømmen      |  |  |
|  |   |                     |                   |    |    |               |  |  |
|  | D | Eric Iradukunda     | 17 marzo 1990     | 15 | 0  | Police        |  |  |
|  | D | Ange Mutsinzi       | 15 novembre 1997  | 8  | 0  | APR           |  |  |
|  | D | Salomon Nirisarike  | 23 novembre 1993  | 25 | 0  | FC Urartu     |  |  |
|  | D | Bryan Ngwabije      | 30 maggio 1998    | 0  | 0  | SC Lyon       |  |  |
|  | D | Eric Rutanga        | 3 novembre 1992   | 14 | 1  | Police        |  |  |
|  | D | Abdul Rwatubyaye    | 23 ottobre 1996   | 26 | 1  | Shkupi        |  |  |
|  |   |                     |                   |    |    |               |  |  |
|  | C | Denis Rukundo       | 12 dicembre 1996  | 0  | 0  | Police FC     |  |  |
|  | C | Samuel Gueulette    | 19 maggio 2000    | 0  | 0  | Roeselare     |  |  |
|  | C | Alain Kwitonda      |                   | 0  | 0  | Bugesera      |  |  |
|  | C | Djabel Manishimwe   | 10 maggio 1998    | 12 | 0  | APR           |  |  |
|  | C | Olivier Niyonzima   | 1º gennaio 1993   | 18 | 1  | APR           |  |  |
|  | C | Evode Ntwari        |                   | 0  | 0  | Police        |  |  |
|  | C | Jean Bosco Ruboneka |                   | 0  | 0  | APR           |  |  |
|  |   |                     |                   |    |    |               |  |  |
|  | A | Lague Byiringiro    | 25 ottobre 2000   | 4  | 1  | APR           |  |  |
|  | A | Bertrand Iradukunda | 25 settembre 1996 | 5  | 0  | Gasogi United |  |  |
|  | A | Yves Mugunga        | 1º maggio 1997    | 0  | 0  | APR           |  |  |
|  | A | Innocent Nshuti     | 31 gennaio 1998   | 7  | 2  | APR           |  |  |
|  | A | Jacques Tuyisenge   | 22 settembre 1991 | 52 | 15 | APR           |  |  |